# 2866 Гарді

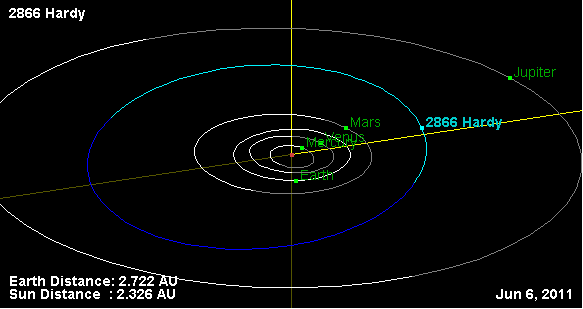

2866 Гарді (2866 Hardy) — астероїд головного поясу, відкритий 7 жовтня 1961 року.
Тіссеранів параметр щодо Юпітера — 3,236.